# Erebus obnubilata
Erebus obnubilata là một loài bướm đêm trong họ Erebidae.